# Concana
Concana es un género de lepidópteros perteneciente a la familia Noctuidae. Es originario de América

## Especies
- Concana intricata Schaus, 1911
- Concana lecta Schaus, 1911
- Concana mundissima Walker, [1858]
- Concana permixta Schaus, 1912